# Lilian Martin
Lilian Martin (Valréas, 28 maggio 1971) è un allenatore di calcio ed ex calciatore francese, di ruolo difensore.

## Palmarès

### Giocatore

#### Competizioni nazionali
- Campionato francese: 1

Monaco: 1996-1997
- Supercoppa francese: 1

Monaco: 1997